# Municipio de Lake (condado de Mercer)
El municipio de Lake  (en inglés: Lake Township) es un municipio ubicado en el condado de Mercer en el estado estadounidense de Pensilvania. En el año 2000 tenía una población de 706 habitantes y una densidad poblacional de 17.0 personas por km².

## Geografía
El municipio de Lake se encuentra ubicado en las coordenadas 41°20′30″N 80°06′59″O / 41.34167, -80.11639.

## Demografía
Según la Oficina del Censo en 2000 los ingresos medios por hogar en la localidad eran de $36,591 y los ingresos medios por familia eran $41,875. Los hombres tenían unos ingresos medios de $30,417 frente a los $19,821 para las mujeres. La renta per cápita para la localidad era de $14,690. Alrededor del 10,4% de la población estaban por debajo del umbral de pobreza.